# Didymella leonuri
Didymella leonuri är en svampart som tillhör divisionen sporsäcksvampar, och som beskrevs av Hans Sydow. Didymella leonuri ingår i släktet Didymella, och familjen Didymellaceae. Arten är reproducerande i Sverige.